# Gustaf Bentsen
Gustaf Bentsen (28. november 1914 – 25. marts 2002) var en dansk skuespiller.
Han fik sin uddannelse på Aalborg Teaters skuespillerskole. Han debuterede som skuespiller som Tobias i "Tobias og englen".

## Filmografi
- Ofelia kommer til byen (1985)

### Julekalendere
- Jul i Gammelby (1979)

## Ekstern kilde/henvisning
- Gustaf Bentsen på Internet Movie Database (engelsk)
- Gustaf Bentsen på Filmdatabasen
- Gustaf Bentsen på danskefilm.dk
- Gustaf Bentsen på danskfilmogtv.dk
- Gustaf Bentsen på The Movie Database (engelsk)

|  | Artiklen om skuespilleren Gustaf Bentsen kan blive bedre, hvis der indsættes et (bedre) billede. Du kan hjælpe ved at uploade et godt billede til Wikimedia Commons iht. de tilladte licenser og indsætte det i artiklen. Eller du kan søge efter eksisterende filer på Wikimedia Commons eller på Flickr - fx med værktøjet Free Image Search Tool. |